# لالا
لالا، روستایی است از توابع بخش چهاردانگه شهرستان ساری در استان مازندران ایران. 
علامه جعفری دلیل نام‌گذاری این روستا را شبیه بودن به گهواره به علت احاطه شدن توسط کوه‌های اطراف بیان کردند.

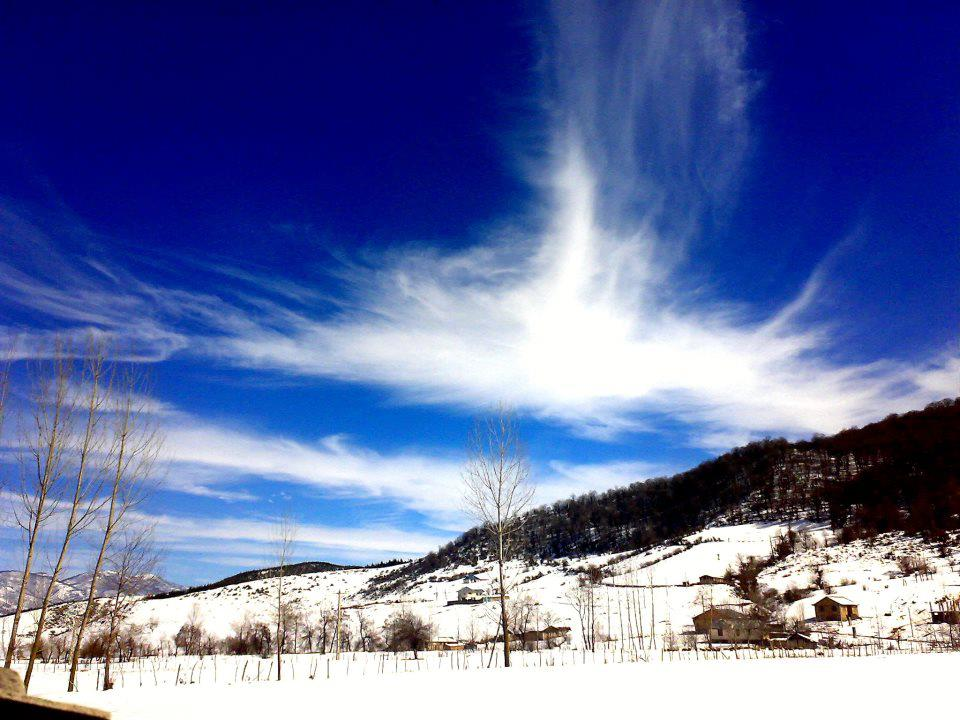
نمای بسیار زیبا از شرق روستای لالا ،منطقه انجلی و کیت سر در زمستان

## جاذبه‌های گردشگری
از جاذبه‌های گردشگری این روستای زیبا می‌توان به جنگل پوشیده از درختان، امام زاده سید صالح، آببندان، کوه‌ها و دشت‌های سرسبز و... نام برد

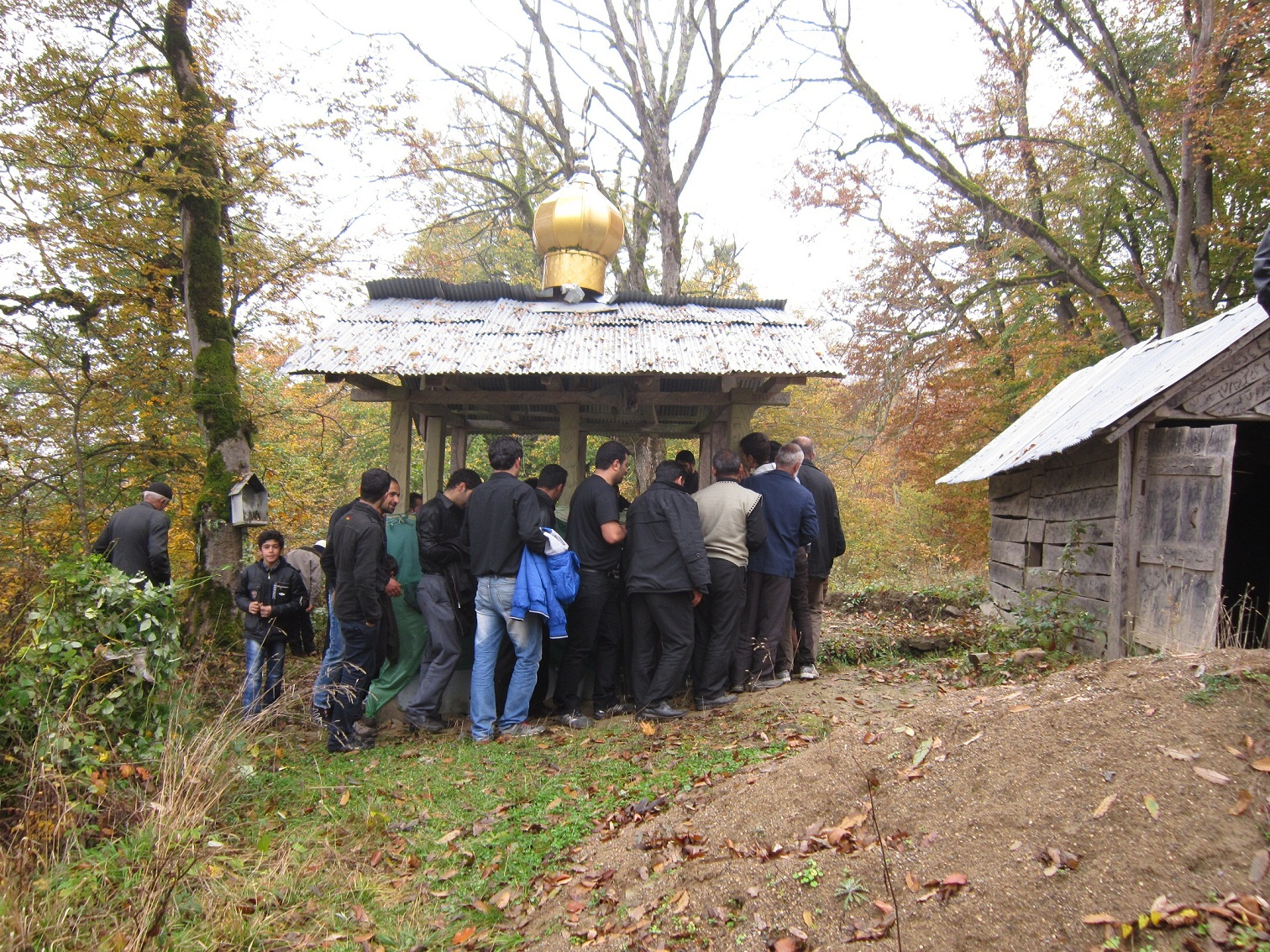
امام‌زاده ای در روستای لالا

## جمعیت
این روستا در دهستان چهاردانگه قرار داشته و براساس آخرین سرشماری مرکز آمار ایران که در سال ۱۳۹۵ صورت گرفته، جمعیت آن ۲۹۳نفر (۱۰۰خانوار) بوده‌است.

## کشاورزی
شغل بیشتر مردم این روستا کشاورزی می‌باشد که می‌توان گفت تقریباً بیش از ۹۰ درصد مردم به کشاورزی مشغولند (برخی آن را به عنوان شغل دوم دارند) .
موقعیت اقلیمی روستا سبب شده تا بیشتر محصولات کشاورزی قابلیت کشت در آن را داشته‌باشند ولی شهرت این روستا به کاشت خیار است که در این زمینه زبان‌زد استان است.
از دیگر محصولات غالب کشاورزی می‌توان به کدو، گندم، جو، لوبیا، سیب زمینی و... نام برد.